# William Arrol
William Arrol, né le 13 février 1839 né à Houston, Renfrewshire, et mort le 20 février 1913 dans sa propriété de Seafield House, Ayr, est un ingénieur civil écossais, entrepreneur constructeur de ponts et député du Parti libéral unioniste.

## Biographie
Il est le fils d'un tisserand et commence à travailler à 9 ans dans une filature. À 13 ans il commence une formation de forgeron et se forme à la mécanique et l'hydraulique dans un cours du soir. En 1863 il est embauché dans une entreprise de construction de ponts à Glasgow.
En 1872 il crée sa propre entreprise, la Dalmarnock Iron Works, à l'est de Glasgow. Craighead Viaduct, viaduc ferroviaire a été son premier pont construit pour la compagnie de chemin de fer North British Railway, sur la ligne faisant la liaison entre Shettleston et Bothwel, achevé en 1878. Le tablier a été démoli en 1964. Il mesurait 221,50 m de long.
Il obtient en 1878 de la Caledonian Railway le contrat de construction du Caledonian Bridge permettant de franchir la Clyde. En 1882, on accorde à sa société le contrat de reconstruction du pont ferroviaire du Tay qui s'est effondré en 1879. La reconstruction du pont est terminée en 1887.
Sa société obtient le contrat de construction du pont du Forth en 1882. Le pont est achevé en 1890.
Sa société a été une de celles qui ont construit le Tower Bridge de Londres, entre 1887 et 1894. Il est inauguré le 30 juin 1894.
Il est anobli en 1890. Sa société prend le nom de Sir William Arrol & Co.
Membre du parti libéral unioniste, il est élu député (MP = Member of parliament) du comté de South Ayrshire en 1895 et le reste jusqu'en 1906. Il est président de l'Institution of Engineers and Shipbuilders in Scotland en 1895-1897.
Sir William Arrol & Co. a reçu du chantier naval Harland and Wolff le contrat pour la construction d'une très grande grue pour assembler trois super paquebots dont ils ont la commande, et parmi ceux-ci, le RMS Titanic. Cette grue était à la mesure des bateaux, une des plus grandes jamais construite jusque-là.
Sa société a aussi construit la structure du bâtiment qui abrite aujourd'hui le musée Tate Modern de Londres. Elle a perduré après sa mort, jusqu'en 1969 quand elle est reprise par l'entreprise Clarke Chapman.